# Pabellones Güell
Los pabellones de la Finca Güell (o, sencillamente, pabellones Güell) son una serie de edificaciones situadas en el barrio de Pedralbes, en Barcelona, obra del arquitecto modernista Antoni Gaudí, construidos entre 1883 y 1887.
Esta obra pertenece a la etapa orientalista de Gaudí (1883-1888), periodo en que el arquitecto realiza una serie de obras de marcado gusto oriental, inspiradas en el arte del Próximo y Lejano Oriente (India, Persia, Japón), así como en el arte islámico hispánico, principalmente el mudéjar y nazarí. Gaudí emplea con gran profusión la azulejería , así como los arcos mitrales, cartelas de ladrillo visto y remates en forma de templete o cúpula.

## Historia

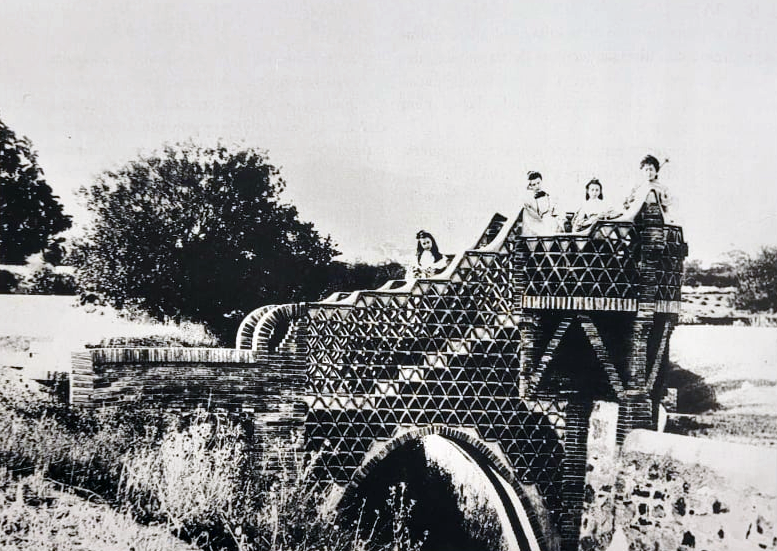
Glorieta del muro de cerca de la finca Güell, actualmente desaparecida. Aparecen las hijas de Eusebi Güell y su dama de compañía

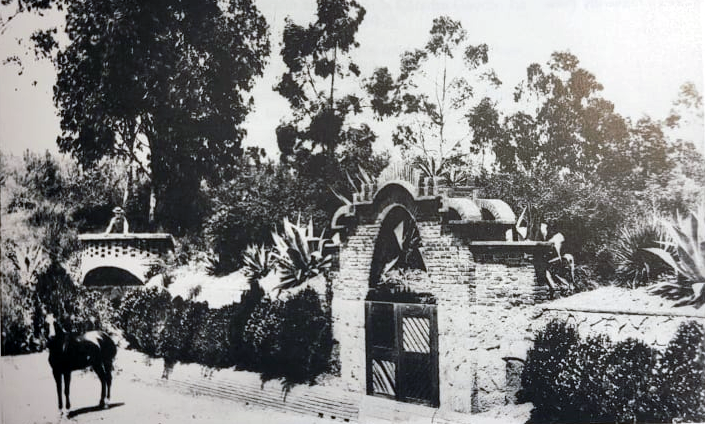
Picadero al aire libre de la finca Güell, actualmente desaparecido

Gaudí recibió el encargo de parte de su gran mecenas, el conde Eusebi Güell. Éste había conocido la obra de Gaudí en la Exposición Universal de París de 1878, fecha en la que empezó una larga amistad y un gran número de encargos como el palacio Güell, las bodegas Güell, los pabellones Güell de Pedralbes, el parque Güell y la cripta de la Colonia Güell en Santa Coloma de Cervelló.
Güell tenía una finca en Les Corts de Sarrià, unión de dos terrenos conocidos como Can Feliu y Can Cuyàs de la Riera. El arquitecto Joan Martorell, uno de los maestros de Gaudí, había reformado una antigua masía y la había transformado en un palacete de aire caribeño. Gaudí recibió el encargo de reformar la casa y construir un muro de cerca y los pabellones de portería. En la casa construyó unas escaleras monumentales, un mirador, un templete y un picadero al aire libre. En el resto de la finca, construyó el muro de cerca, la portería y las caballerizas. Del conjunto se conservan los pabellones de la entrada principal, donde se ubicaba la portería, así como las puertas este y sur que delimitaban la finca. El palacete fue cedido a la Casa Real española en 1919 y reconvertido en el palacio Real de Pedralbes. En el transcurso de la remodelación, se perdieron las reformas realizadas por Gaudí en la casa.
En 1956, parte del terreno que quedaba de la finca fue comprada por la Universidad de Barcelona, que construyó la Facultad de Derecho. Quedó una parcela de unos 8000 m², delimitada por las calles Pere Duran Farell, George R. Collins, la avenida de Pedralbes y la parte norte del terreno de la facultad, que es la que actualmente acoge los pabellones. En 1969, los pabellones Güell fueron declarados Monumento Histórico-Artístico de Carácter Nacional. Entre 1968 y 2008 fueron sede de la Real Cátedra Gaudí, perteneciente a la Universidad Politécnica de Cataluña. En 2015 se abrieron los pabellones al público, después de una restauración de los mismos.

## Descripción

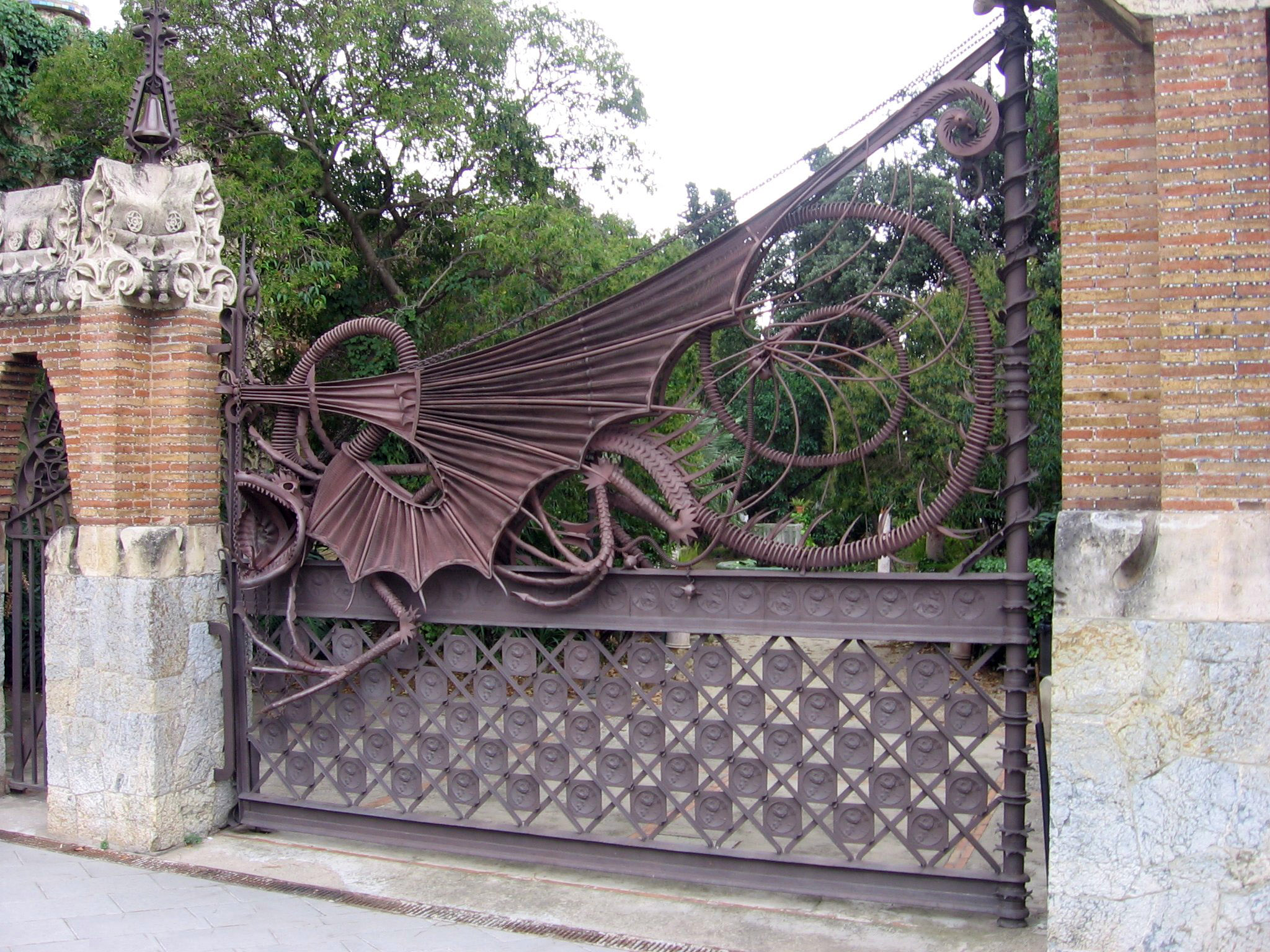
Reja de entrada a los pabellones

Gaudí hizo un proyecto de aire oriental, que recuerda en ocasiones al arte mudéjar. Realizó el muro de mampostería con varias puertas, destacando la principal con una reja de hierro en forma de dragón, con ojos de cristal, obra del herrero Joan Oñós. Dicha figura representaría a Ladón, el dragón guardián del Jardín de las Hespérides, vencido por Hércules en su undécimo trabajo —episodio que narra Jacinto Verdaguer en su poema La Atlántida, dedicado a Antonio López y López, primer marqués de Comillas, que era el suegro de Eusebi Güell, donde podemos percibir el posible origen de la figura de entrada a los pabellones—. Encima del dragón hay un naranjo hecho de antimonio, alusivo también a las Hespérides. La forma del dragón corresponde a la posición de las estrellas de la constelación del Dragón, en la que fue convertido Ladón como castigo por el robo de las naranjas. Según diversos testimonios, originalmente este dragón era polícromo, y tenía un mecanismo para articular sus garras.

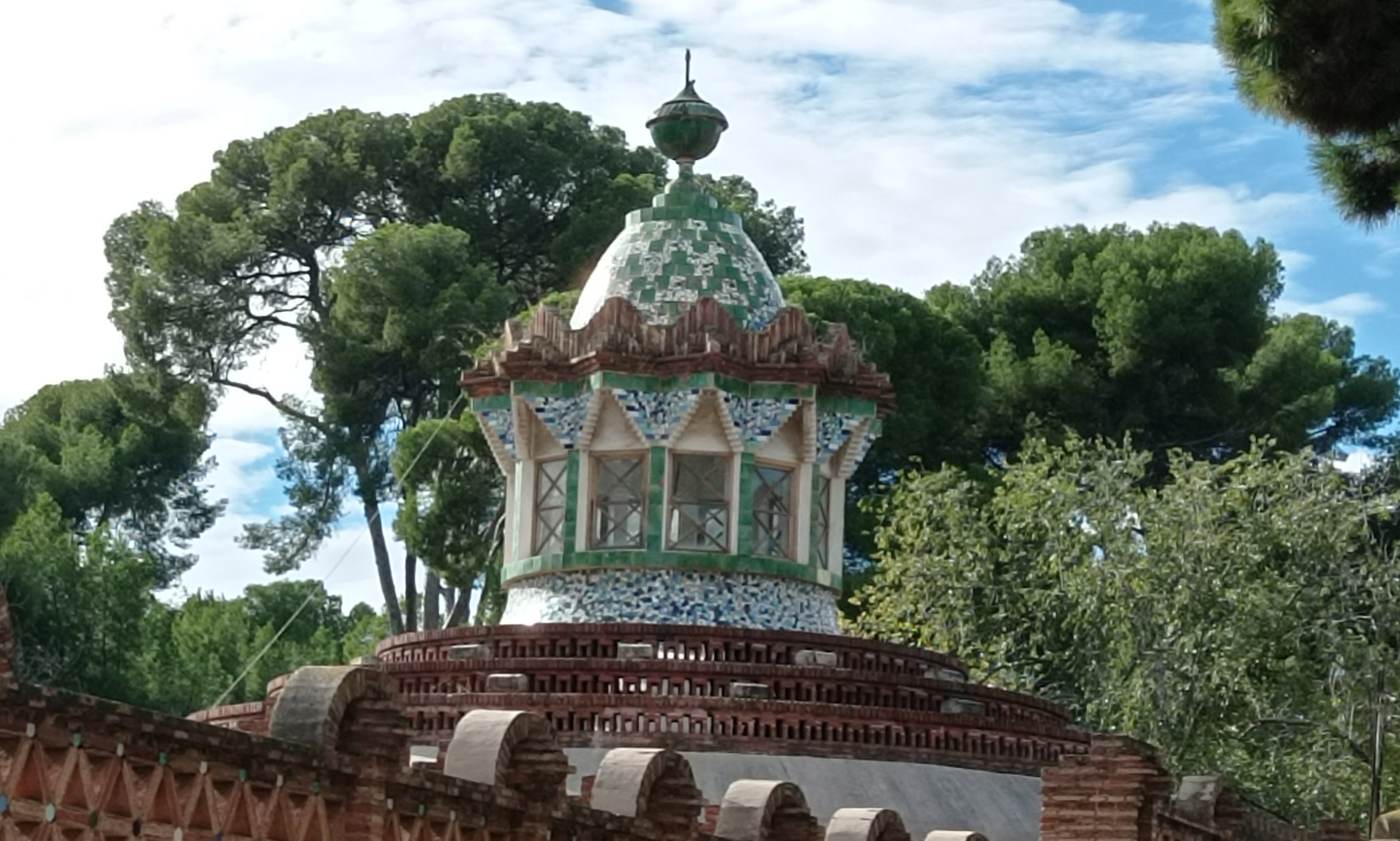
Templete de los pabellones

La que era la entrada principal de la finca, orientada al norte, está formada por dos pabellones: la portería y la caballeriza, que consta de cuadra y picadero. La portería consta de tres pequeñas edificaciones, la central de planta poligonal y cúpula hiperbólica, y otras dos más pequeñas de planta cúbica. Las tres están rematadas por unos ventiladores en forma de chimeneas, recubiertas de cerámica. La caballeriza es de base rectangular, cubierta con una serie de bóvedas tabicadas sustentadas en arcos catenarios, mientras que el picadero es de base cuadrada, con una cúpula de perfil hiperboloidal, rematada por una linterna. La obra está realizada con ladrillo visto de diversas tonalidades entre el rojo y el amarillo, y recubierta de cristal de colores; en ciertas secciones utilizó también bloques prefabricados de cemento.
Las otras dos puertas de acceso a la finca perdieron su funcionalidad con la urbanización de la avenida Diagonal: la puerta sur se encuentra en la calle Lluís Solé i Sabaris, entre las facultades de Geología y Biología de la Universidad de Barcelona; fue restaurada en 1982 por esta universidad, aunque su reja de hierro fue trasladada a la Casa-Museo Gaudí del parque Güell. La puerta este fue demolida al construir la Facultad de Farmacia, pero reconstruida en 1957 junto a este edificio, en la avenida de Juan XXIII.
Gaudí también se encargó parcialmente del diseño de los jardines de la finca, construyendo dos fuentes y una pérgola, y plantando diversos tipos de plantas mediterráneas (pinos, eucaliptos, palmeras, cipreses y magnolias). Todavía subsiste la Fuente de Hércules junto al palacio Real de Pedralbes, restaurada en 1983; contiene un busto del héroe mitológico griego, sobre una pila con el escudo de Cataluña y un caño con forma de dragón chino.